# Veenborg
Een veenborg was een landhuis of buitenplaats voor welgestelde burgers in de Groninger Veenkoloniën. Veenborgen ontstonden in de tweede helft van de 17e eeuw, in dezelfde periode als de buitenplaatsen in de Noord-Hollandse polders. In vergelijking met de borgen hadden ze vaak meer land in bezit, maar hadden ze meestal geen of in elk geval minder heerlijke rechten, omdat de eigenaren vaak niet van adel waren. De Ennemaborg bij Midwolda wordt vaak ook een veenborg genoemd, maar vormt de voortzetting van een oudere borg. Dat geldt ook voor het voormalige steenhuis Huninga te Oostwold en de verdwenen Huningaborg te Beerta.
Veenborgen kwamen voort uit de hofsteden die groenten verbouwden voor de werkers die zich bezighielden met de vervening. Ze werden later zomers bewoond door de families die participeerden in de veenkoloniale compagnieën en maatschappijen. Deze families waren meestal afkomstig uit het stadspatriarchaat van Groningen. Veel veenborgen verrezen aan het Winschoterdiep nabij Hoogezand en Sappemeer en langs het Ooster- en Westerdiep in Veendam. Hier was namelijk voor weinig geld veel grond beschikbaar en de kanalen zorgden voor een goede verbinding met de stad Groningen. In de loop van een of twee generaties konden dergelijke hofsteden vaak uitgroeien tot fraaie woningen die het uiterlijk aanzien hadden van een borg. In tegenstelling tot de borgen, dienden de veenborgen met name als plaats van ontspanning, hetgeen terug te zien is in de namen die ze werden gegeven.
De vroegste veenborgen waren eenvoudig van aard, zoals bijvoorbeeld te zien op een tekening van de veenborg Welgelegen in Kleinemeer uit 1690, waarop deze is afgebeeld als een eenvoudig dwarshuis van een bewoningslaag met een zadeldak. Andere veenborgen, zoals Vosholen waren in die tijd nog eenvoudiger van bouw. De meeste van de veenborgen ontleenden hun status in die tijd dan waarschijnlijk ook niet aan het gebouw zelf, maar aan de tuin- of parkaanleg, die tot de verbeelding sprak en werd geroemd in reisverslagen uit de 17e en 18e eeuw. De eerste grootser opgezette veenborg was Vredenburg bij Hoogezand, waar in vroeger tijden zeven veenborgen hebben gestaan.

## Lijst van veenborgen
| Gebouw                             | Plaats                          | Periode                                   | Afbeelding                                             |
| ---------------------------------- | ------------------------------- | ----------------------------------------- | ------------------------------------------------------ |
| Amsingh                            | Zuidbroek                       | 18e eeuw                                  | Betreft hoek Heiligelaan-Uiterburen                    |
| Ballinga                           | Scharmer                        | 18e eeuw-ca. 1807                         |                                                        |
| (Oud) Buitenwoel                   | Veendam                         | ca. 18e eeuw-1908                         |                                                        |
| Croonhoven                         | Sappemeer                       | 1652/55/60-1787                           |                                                        |
| Drieborg                           | Ommelanderwijk                  | 1700?-vóór 1781                           |                                                        |
| Duirsema Clappe                    | Zuidbroek-Westeind              | 1755 verkocht                             |                                                        |
| Forsten                            | Wildervank                      | afgebroken                                |                                                        |
| Jagtwijk                           | Foxham                          |                                           |                                                        |
| (Van) Laanhoven                    | Westerbroek                     | afgebroken                                |                                                        |
| Langwijk                           | Westerbroek                     | ca. 1780-heden                            |                                                        |
| Meerzicht                          | Westerbroek                     | afgebroken                                |                                                        |
| Nijenhof                           | Scharmer                        | voor 1614-na 1724                         |                                                        |
| Offerhaus                          | Veendam                         |                                           |                                                        |
| Overveen                           | Scharmer                        | ?-1888                                    |                                                        |
| Overwater                          | Martenshoek                     |                                           |                                                        |
| Rozenborg                          | Scharmer                        | ca. 1771-voor 1847                        |                                                        |
| Ruitenborg (De Ruten of Fromaborg) | Froombosch                      | voor 1631 - na 1831                       |                                                        |
| Rustenbroek                        | Zuidbroek                       | tot ca. 1800                              | Betreft Kerkstraat 71                                  |
| Somerlust (Veendam)/Zomerlust      | Veendam                         |                                           |                                                        |
| Sorghvliet                         | Hoogezand                       |                                           |                                                        |
| Sorghvliet                         | Veendam                         | ca. 1647-voor 1818                        |                                                        |
| Stadwijk                           | Sappemeer                       |                                           |                                                        |
| Tamminga Clappe                    | Zuidbroek-Westeind              | verkocht 1757                             |                                                        |
| Tilburg/Tilbörg (Van Arnhem)       | Borgweg (Scharmer) (bij Foxham) | 18e eeuw-1924 (Voortzetting van NIjehof?) |                                                        |
| Vaartwijk/Tjadenhoeve              | Westerbroek                     | 1740/80-nu                                |                                                        |
| Veenlust (Ommelander Huis)         | Veendam                         | ?-1883                                    |                                                        |
| Veenhuizen                         | Noordbroek                      | voor 1680-1853                            |                                                        |
| Vosholen                           | Kleinemeer                      | ca. 1706-jaren 1890                       |                                                        |
| Vossenborg & Vischwijk             | Harkstede                       | 18e eeuw-begin 19e eeuw                   |                                                        |
| Vredenburg                         | Hoogezand                       | 1664-1805                                 |                                                        |
| Vredenrust (Vrede en Rust)         | Veendam                         |                                           |                                                        |
| Welgelegen                         | Kleinemeer                      | ca. 1655-nu                               |                                                        |
| Werk en Rust                       | Scharmer                        | ?- wordt in 1828 pastorie                 |                                                        |
| Wildervanck (Swijghmanheerd)       | Zuidbroek                       | 1740-nu                                   | Betreft Kerkstraat 63a, sinds 2005 Rustenbroek genoemd |
| Woellust                           | Wildervank                      | 1747-1783                                 |                                                        |
| Woelwijk                           | Kleinemeer                      | 18e eeuw-na 1768                          |                                                        |
| Woortman                           | Wildervank                      | afgebroken                                |                                                        |